# Guido von List

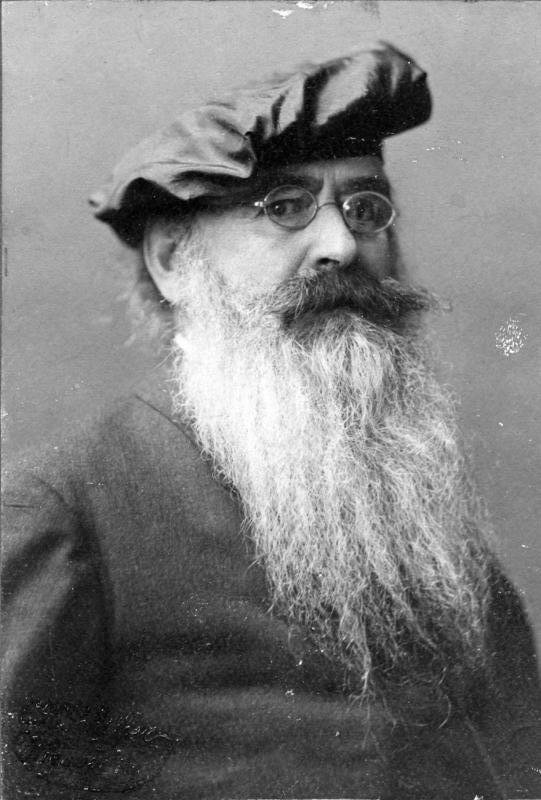
Guido von List, 1913

 Guido Karl Anton List, beter bekend als Guido von List (Wenen 5 oktober 1848 - Berlijn 17 mei 1919) was een Oostenrijkse dichter, journalist, esoterisch schrijver en zakenman. Hij was een van de grondleggers van de Völkische Bewegung en de Ariosofie. Hij verwierp het christendom en propageerde een heropleving van het voorchristelijke Germaanse heidendom.

## Runen
Guido List, die zichzelf tot de adelstand verhief door "von" in zijn naam te plaatsen om daarmee serieuzer te worden genomen, speelt een sleutelrol in de moderne runen-spiritualiteit. Hij is het meest bekend om zijn boek Das Geheimnis der Runen (het geheim van de runen), waarin hij de Armanen Futharkh beschreef.
Het verhaal gaat dat List de oer-runen of Armanen-runen in een visioen zag. List was in de veronderstelling dat het jongere futhark, dat uit 16 runentekens bestaat, ouder was dan het oudere futhark. Er waren in die tijd meer mensen die mening toegedaan, hoewel al 30 jaar eerder door Ludvig Wimmer was aangetoond dat dit niet zo was. Maar 16 runen pasten niet bij de 18 verzen over runen in de Hávamál, het lied waarin wordt beschreven hoe Odin de runen vindt. List plaatste dus twee runen erbij, wat het grootste kenmerk van zijn leer is: een runenreeks van 18 runentekens. De swastika (hakenkruis) heeft nooit deel uitgemaakt van welke runenreeks dan ook, óók niet van het Armanenfuthark. Deze misvatting vindt mogelijk haar oorsprong in de misleidende kaft van het boek. 

## Nationaalsocialisme
Bekende schrijvers over runen die door Guido List zijn geïnspireerd zijn Karl Spießberger en Siegfried Kummer. 
Kummer en List begaven zich op de paden van de "Germaanse revival" die vertegenwoordigd werd door de 'Völkische Bewegung', een beweging die later de warme interesse had van de occulte takken van het nationaalsocialisme. Ideeën werden echter gebruikt en misbruikt door het nationaalsocialisme naargelang het de nazi's uitkwam, onafhankelijk van het feit of ze van oorsprong al racistische of fascistische tendensen hadden.